# Бруан
Бруан (фр. Brouennes) насеље је и општина у североисточној Француској у региону Лорена, у департману Меза која припада префектури Верден.
По подацима из 2011. године у општини је живело 157 становника, а густина насељености је износила 12,85 становника/km². Општина се простире на површини од 12,22 km². Налази се на средњој надморској висини од 200 метара (максималној 296 m, а минималној 167 m).

## Демографија
| 1962. | 1968. | 1975. | 1982. | 1990. | 1999. | 2011. |
| ----- | ----- | ----- | ----- | ----- | ----- | ----- |
| 165   | 167   | 155   | 148   | 160   | 145   | 157   |

График промене броја становника у току последњих година